# 1927 en Norvège
Chronologie de la Norvège
- 1923
- 1924
- 1925
- 1926
- 1927
- 1928
- 1929
- 1930
- 1931

Cet article présente les faits marquants de l'année 1927 en Norvège ou relatifs à la Norvège.

## Gouvernance
- Haakon VII est roi de Norvège.
- Gouvernement Lykke en place depuis le 5 mars 1926.

## Événements
- Le Prix Nobel de la paix est décerné à Ferdinand Buisson et Ludwig Quidde.
- Abolition de la prohibition, mise en place en 1917 et 1919, suite du rejet du référendum sur le maintien de la prohibition en Norvège.
- 16 octobre : élections législatives norvégiennes de 1927 (Stortingsvalet 1927, en norvégien) se sont tenues le 16 octobre 1927, afin d'élire les cent cinquante députés du Storting pour un mandat de trois ans.

## Sport
- Les championnats du monde de patinage artistique 1927 ont lieu du 5 au 6 février 1927 à la patinoire extérieure de Davos en Suisse pour les Messieurs, du 19 au 20 février 1927 à Oslo en Norvège pour les Dames, et du 22 au 23 février 1927 à la patinoire extérieure de Vienne en Autriche pour les Couples.

## Culture
- Troll-Elgen est un film norvégien de Walter Fyrst, sorti au cinéma le 26 décembre 1927. Il s'agit d'une adaptation du roman Troll-Elgen, de l'écrivain norvégien Mikkjel Fønhus.

## Naissances
- Stein Eriksen
- Torbjørn Falkanger
- Håkon Brusveen
- Arne Hoel
- Ole Ivar Løvaas
- Odvar Nordli
- Arne Johansen
- Fred Kavli
- Johan Ferner
- Hal Nerdal
- Rolf Nordhagen (physicien)
- Per Gjelten
- Vera Henriksen

## Décès
- Georg Sars
- Kristian Prestrud
- Otto Blehr
- Ole Olsen (compositeur)